# РК Војводина
Рукометни клуб Војводина је рукометни клуб из Новог Сада и део је СД Војводина. Тренутно се такмичи у Суперлиги Србије и регионалној СЕХА лиги и ЕХФ Лига Европе.

## Историја
Основан је 9. августа 1948. у оквиру Спортског друштва Слога, али убрзо долази до преласка на име Војводина. Клуб је сениорску екипу добио тек 1957, када је више играча прешло из новосадског Железничара.
Војводина је у сезони 1972/73. добила првог професионалног тренера и у истој сезони изборила пласман у Другу лигу, али су се тамо задржали кратко. Клуб се 1976. поново враћа у Другу лигу, а након тога уследило је неколико сезона са променљивим резултатима. У сезони 1987/88. као првак Војвођанске лиге се пласирала у Прву Б лигу-група Север.
Након распада СФРЈ пут до врха је био лакши, и уз долазак нових људи на чело клуба, Војводина је у сезони 1992/93. као првак Друге лиге-север и преко квалификација у Кикинди успела да се по први пут пласира у Прву лигу.
Сезона 2004/05. је била најуспешнија у историји клуба, јер је Војводина успела да освоји дуплу круну, првенство и куп Србије и Црне Горе. У наредној сезони клуб није успео да одбрани титулу у првенству, али је успео да дође до другог трофеја Купа.
Проблем са финансијама је довео до тога да се клуб замало угаси 2006. године, ипак решење је пронађено у фузији са локалним РК Железничаром, па је зато клуб од 2006. носио име РК Војводина Железничар, али од 15. јуна 2011. године клуб поново носи изворно име РК Војводина. Клуб је у сезони 2010/11. освојио Куп Србије, што је био трећи трофеј националног купа.
У сезони 2012/13. Војводина је освојила своју другу титулу првака државе а први пут су освојили титулу после 8 година. На крају сезоне у Суперлиги Србије, Војводина и Партизан су имали исти број бодова (48) али је Војводина захваљујући бољој гол-разлици у међусобним сусретима против Партизана (први меч 24:23 за Партизан, други меч 30:28 за Војводину) освојила титулу. У сезони 2013/14. Војводина је одбранила трон освојивши тако 3. шампионску титулу у својој клупској историји.
Сезону 2014/15. Војводина је започела освајањем свог другог трофеја у суперкупу Србије након убедљиве победе над освајачем купа Србије нишким Железничаром од 40:22. То је био увод у најуспешнију сезону у историји клуба у којој је Војводина убедљиво освојила дуплу круну, четврту шампионску титулу (трећу узастопну) и четврти трофеј у националном купу тријумфом у финалу над суботичким Спартаком од 34:23.
И наредна сезона 2015/16. за Војводину је резултатски успешно кренула и то освајањем трећег трофеја у суперкупу Србије победом над екипом Спартак Војпута од 24:18 у мечу по традицији одиграном у Аранђеловцу.

## Успеси
| Такмичење                          | Такмичење                          | Број                               | Година                                                                                             |                                    |                                    |
| Национално првенство — 12 (рекорд) | Национално првенство — 12 (рекорд) | Национално првенство — 12 (рекорд) | Национално првенство — 12 (рекорд)                                                                 | Национално првенство — 12 (рекорд) | Национално првенство — 12 (рекорд) |
| ---------------------------------- | ---------------------------------- | ---------------------------------- | -------------------------------------------------------------------------------------------------- | ---------------------------------- | ---------------------------------- |
| Првенство СРЈ / СЦГ                | Првак                              | 1                                  | 2004/05.                                                                                           |                                    |                                    |
| Првенство СРЈ / СЦГ                | Други                              | /                                  | |                                    |                                    |
| Првенство Србије                   | Првак                              | 11                                 | 2012/13, 2013/14, 2014/15, 2015/16, 2016/17, 2017/18, 2018/19, 2020/21, 2021/22, 2022/23, 2023/24. |                                    |                                    |
| Првенство Србије                   | Други                              | 2                                  | 2011/12, 2024/25.                                                                                  |                                    |                                    |
| Национални куп — 9                 |                                    |                                    | |                                    |                                    |
| Куп СРЈ / СЦГ                      | Победник                           | 2                                  | 2004/05, 2005/06.                                                                                  |                                    |                                    |
| Куп СРЈ / СЦГ                      | Финалиста                          | /                                  | |                                    |                                    |
| Куп Србије                         | Победник                           | 7                                  | 2010/11, 2014/15, 2018/19, 2019/20, 2020/21, 2022/23, 2024/25.                                     |                                    |                                    |
| Куп Србије                         | Финалиста                          | 4                                  | 2015/16, 2017/18, 2021/22, 2023/24.                                                                |                                    |                                    |
| Национални суперкуп — 8 (рекорд)   |                                    |                                    | |                                    |                                    |
| Суперкуп Србије                    | Победник                           | 8                                  | 2013, 2014, 2015, 2016, 2018, 2019, 2023, 2024.                                                    |                                    |                                    |
| Суперкуп Србије                    | Финалиста                          | 3                                  | 2011, 2017, 2022.                                                                                  |                                    |                                    |
| Европска такмичења — 1             |                                    |                                    | |                                    |                                    |
| ЕХФ Куп Европе                     | Победник                           | 1                                  | 2022/23.                                                                                           |                                    |                                    |
| ЕХФ Куп Европе                     | Финалиста                          | /                                  | |                                    |                                    |
| Остала такмичења — 8               |                                    |                                    | |                                    |                                    |
| Свесрпски куп                      | Победник                           | 8                                  | 2014, 2016, 2017, 2019, 2021, 2022, 2023, 2024.                                                    |                                    |                                    |
| Свесрпски куп                      | Финалиста                          | /                                  | |                                    |                                    |